# M.O.D.O.K. (série de televisão)
Marvel's M.O.D.O.K.', ou simplesmente M.O.D.O.K., é uma série de televisão via streaming de animação stop motion para adultos criada por Jordan Blum e Patton Oswalt para o Hulu, baseada no personagem da Marvel Comics de mesmo nome.  A série é produzida pela Marvel Television.
Patton Oswalt estrela como M.O.D.O.K., um supervilão que luta para administrar sua empresa e família.  Aimee Garcia, Ben Schwartz, Melissa Fumero, Wendi McLendon-Covey, Beck Bennett, Jon Daly e Sam Richardson também estrelam.  M.O.D.O.K. foi anunciada oficialmente com um pedido de série no Hulu em fevereiro de 2019, como parte de um grupo de séries baseadas em personagens da Marvel que deveriam levar a um especial crossover intitulado The Offenders, sendo produzido pela Marvel Television.  A supervisão da série foi transferida para o Marvel Studios em dezembro de 2019, quando a Marvel Television foi incorporada àquela empresa. O elenco foi anunciado em janeiro de 2020, com composição e gravação concluídas posteriormente. A animação stop-motion para a série é fornecida pela Stoopid Buddy Stoodios.
A primeira temporada de 10 episódios de M.O.D.O.K. foi lançada no Hulu em 21 de maio de 2021. Em sua estreia, o show foi bem recebido pela crítica, com elogios à animação, escrita, referências de outras propriedades da Marvel e dublagem,  particularmente de Oswalt.

## Premissa
Depois de passar anos sem conseguir ganhar o controle do mundo e lutando contra super-heróis ao longo do caminho, M.O.D.O.K., tendo sido removido de sua empresa I.M.A. depois que ele vai à falência e é vendido para a corporação rival do mal, GRUMBL (Just Be Evil), começa a lidar com sua família insultante enquanto enfrenta uma crise de meia-idade.

## Elenco e personagens

### Principais
- Patton Oswalt como George Tarleton / M.O.D.O.K.:
Uma cabeça robótica flutuante projetada que é o ex-líder da I.M.A. e está obcecado em ter o controle e conquistar o mundo. Ele não gosta de super-heróis e seus supervilões rivais, acreditando que deveria ser superior a eles, antes de enfrentar uma crise de meia-idade com sua família no subúrbio de Nova Jersey.[1][3][4]
  - Oswalt também dá a voz a Anomaly: O M.O.D.O.K. mais jovem em idade universitária que fica deslocado no tempo e ameaça destruir a família de seu futuro eu para que seus planos de conquista do mundo possam ser assegurados.
  - Oswald mais tarde aparece como ele mesmo por meio de um filtro do Snapchat em M.O.D.O.K. no final da primeira temporada.
- Aimee Garcia como Jodie Ramirez-Tarleton:
Esposa judaico-mexico-estadounidense de M.O.D.O.K. que questiona seu papel como o supervilão superior. Ela decide seguir uma nova carreira após administrar um blog para mães, ganhando dinheiro para sustentar sua família antes de se tornar uma supervilã, ganhando a atenção de um super-herói, que foi considerado "além das expectativas para esposas de sitcom típicas".[1][5][3] No episódio 8, ela usa o pseudônimo de Jodie Ramirez-Modok.
- Ben Schwartz como Louis "Lou" Tarleton:
O filho de 12 anos de M.O.D.O.K. socialmente desajeitado que é diferente do resto de sua família e não tem nenhuma preocupação no mundo.[1][3][5] Ele afirma que seu nome significa Lanky Organism Undeniably Irresistible and Syphilitic (Organismo Esguio Inegavelmente Irresistível e Sifilítico); a última palavra que escolheu, ele admite que achou legal. O personagem usa um moletom azul como uma homenagem aos personagens de voz de Schwartz associados a essa cor em O Despertar das Tartarugas Ninja, DuckTales e Sonic.
  - Schwartz também expressa a duplicata robótica de Lou e irmão gêmeo adotivo, com o par sendo tratado como a mesma pessoa e conhecido coletivamente como "Os Lous".
- Melissa Fumero como Melissa Tarleton:
Filha de M.O.D.O.K. de 17 anos que compartilha a aparência do pai. Ela é a garota mais popular de seu colégio e quer obter a aprovação de seu pai como uma supervilã.[1][3] Ela também é abertamente bissexual.[6] Ela afirma que seu nome significa Mental Entity Living to Induce Seriously Sinister Anarchy (Entidade Mental Vivendo para Induzir uma Anarquia Seriamente Sinistra), mas M.O.D.O.K. nomeou ela em homenagem a Melissa Etheridge.
- Wendi McLendon-Covey como Monica Rappaccini / Cientista Suprema: arqui-inimiga do local de trabalho de M.O.D.O.K. com quem ele é forçado a trabalhar.[1]
- Beck Bennett como Austin Van Der Sleet:
Novo chefe de M.O.D.O.K. na casa dos 20 anos que é da GRUMBL, uma grande empresa de tecnologia que investe e assume o controle da I.M.A., ele também é fiel à Hexus, a Living Corporation.[1][5][4]
- Jon Daly como Super-Adaptóide:
Um robô que tem grandes ambições como artista e odeia ser escravizado como servo do M.O.D.O.K. É revelado em "O, Were Blood Thicker Than Robot Juice!" que ele traiu a família em várias ocasiões, apenas para que eles o restaurassem. Apesar disso, a família às vezes esquece que ele existe.[1][3]
- Sam Richardson como Garfield "Gary" Garoldson:
Único capanga leal e armado de M.O.D.O.K. que é constantemente otimista.[1] Ele tem um marido chamado Big Mike, que é caminhoneiro.

### Convidados
- Jon Hamm como Tony Stark / Homem de Ferro: Um super-herói e dono das Indústrias Stark.[7]
- Nathan Fillion como Simon Williams / Homem Maravilhoso: Um super-herói e dono da Williams Innovations.[7][8]
- Whoopi Goldberg como Poundcakes: Uma lutadora com superforça.[9]
- Bill Hader como o Líder: Um supervilão com um grande crânio e intelecto genial.[7]
  - Hader também dubla Angar the Screamer: Um ex-roqueiro que se tornou supervilão com cordas vocais aprimoradas que produzem som sônico,[7] e Drake Shannon / Orb: O normalmente quieto bartender do Bar with No Name.
- Kevin Michael Richardson como Senhor Sinistro: Um supervilão e inimigo dos X-Men que se especializou em genética mutante.[10]
  - Richardson também dubla Mandrill: Um supervilão que já foi um cientista que foi transformado em um híbrido de mandril que está namorando a ex-esposa de Armadillo, e Whirlwind: Um supervilão que usa uma armadura que concede aerocinesia.
- Meredith Salenger como Madame Masque: Uma supervilã que usa uma máscara dourada para esconder seu rosto desfigurado.
- Zara Mizrahi como Carmilla Rappaccini: Filha adolescente biológica de Monica que não liga muito para o trabalho da mãe.
- Dustin Ybarra como Armadillo: Um supervilão com pele endurecida aprimorada e garras que lhe permitem cavar em qualquer lugar.
- Chris Parnell como Tenpin: Um membro do Death-Throws com tema de boliche equipado com pinos de boliche explosivos.
- Eddie Pepitone como Bruno Horgan / Magma: Um supervilão com poderes de calor aprimorados.
- Jonathan Kite como Tatterdemalion: Um supervilão sem-teto que é hostilizado pelo Homem Maravilhoso.
- Alan Tudyk como Arcade: Um supervilão com temática de circo e dono do Murderworld que sequestra a família de M.O.D.O.K enquanto trabalhava com a Anomaly.

## Episódios
| N.º | Título                                    | Dirigido por              | Escrito por                     | Lançamento         |
| --- | ----------------------------------------- | ------------------------- | ------------------------------- | ------------------ |
| 1   | "If This Be... M.O.D.O.K.!"               | Eric Towner e Alex Kramer | Jordan Blum e Patton Oswalt     | 21 de maio de 2021 |
| 2   | "The M.O.D.O.K. That Time Forgot!"        | Eric Towner e Alex Kramer | Geoff Barbanell e Itai Grunfeld | 21 de maio de 2021 |
| 3   | "Beware What from Portal Comes!"          | Eric Towner e Alex Kramer | Brett Cawley e Robert Maitia    | 21 de maio de 2021 |
| 4   | "If Saturday Be... For the Boys!"         | Eric Towner e Alex Kramer | Patton Oswalt                   | 21 de maio de 2021 |
| 5   | "If Bureaucracy Be... Thy Death!"         | Eric Towner e Alex Kramer | Cullen Crawford                 | 21 de maio de 2021 |
| 6   | "Tales from the Great Bar-Mitzvah War!"   | Eric Towner e Alex Kramer | Lauren Sodja Otero              | 21 de maio de 2021 |
| 7   | "This Man... This Makeover!"              | Eric Towner e Alex Kramer | Yolanda Carney                  | 21 de maio de 2021 |
| 8   | "O, Were Blood Thicker Than Robot Juice!" | Eric Towner e Alex Kramer | Brett Cawley e Robert Maitia    | 21 de maio de 2021 |
| 9   | "What Menace Doth the Mailman Deliver!"   | Eric Towner e Alex Kramer | Geoff Barbanell e Itai Grunfeld | 21 de maio de 2021 |
| 10  | "Days of Future M.O.D.O.K.s"              | Eric Towner e Alex Kramer | Jordan Blum                     | 21 de maio de 2021 |

## Lançamento
M.O.D.O.K. estreou no Hulu em 21 de maio de 2021, lançando todos os dez episódios simultaneamente. No mesmo dia, o primeiro episódio foi lançado no hub de conteúdo Star do Disney+ com uma janela semanal subsequente.